# Dammtjärnen (Töftedals socken, Dalsland)
Dammtjärnen är en sjö i Dals-Eds kommun i Dalsland och ingår i Örekilsälvens huvudavrinningsområde.